# دوري كرة القدم الإنجليزي 1987–88
دوري كرة القدم الإنجليزي 1987–88 هو موسم من دوري كرة القدم الإنجليزي. أقيم خلال الفترة 15 أغسطس 1987 وحتى 15 مايو 1988، وفاز فيه نادي ليفربول.